# Moʻungatapu
Moʻungatapu ist eine kleine Insel im Zentrum von Tongatapu im Pazifik. Sie gehört politisch zum Königreich Tonga.

## Geografie
Das Motu liegt im Zentrum des Archipels in der südöstlichen Bucht der Lagune Fangaʻuta Lagoon. Die Insel liegt gegenüber von Holonga (Tatakamotonga) im Süden und schließt sich an die Landzunge des Tungi Estate an. Noch weiter im Landesinnern liegt das Inselchen Ngofonua.

## Klima
Das Klima ist tropisch heiß, wird jedoch von ständig wehenden Winden gemäßigt. Ebenso wie die anderen Inseln der Tongatapu-Gruppe wird Moʻungatapu gelegentlich von Zyklonen heimgesucht.